# Saint-Stail
Saint-Stail é uma comuna francesa na região administrativa de Grande Leste, no departamento de Vosges. Estende-se por uma área de 6,21 km². Em 2010 a comuna tinha 73 habitantes (densidade: 11,8 hab./km²).